# Forteresse de Semna ouest
Semna ouest est le site d'une des forteresses nubiennes établies par les pharaons pour défendre leur frontière méridionale et contrôler les routes commerciales qui passaient par le Nil depuis le Soudan et l'Afrique.
La forteresse de Semna ouest formait, avec les deux autres forteresses de Semna sud et de Kouma, une barrière permettant de contrôler le trafic fluvial entre la deuxième et la troisième cataracte.
Son nom était " Khâkaourê est puissant ".
Le site fut découvert en 1813 par l'explorateur Burckhardt et étudié de 1924 à 1928 par l'égyptologue Andrew Reisner.

## Description de la forteresse

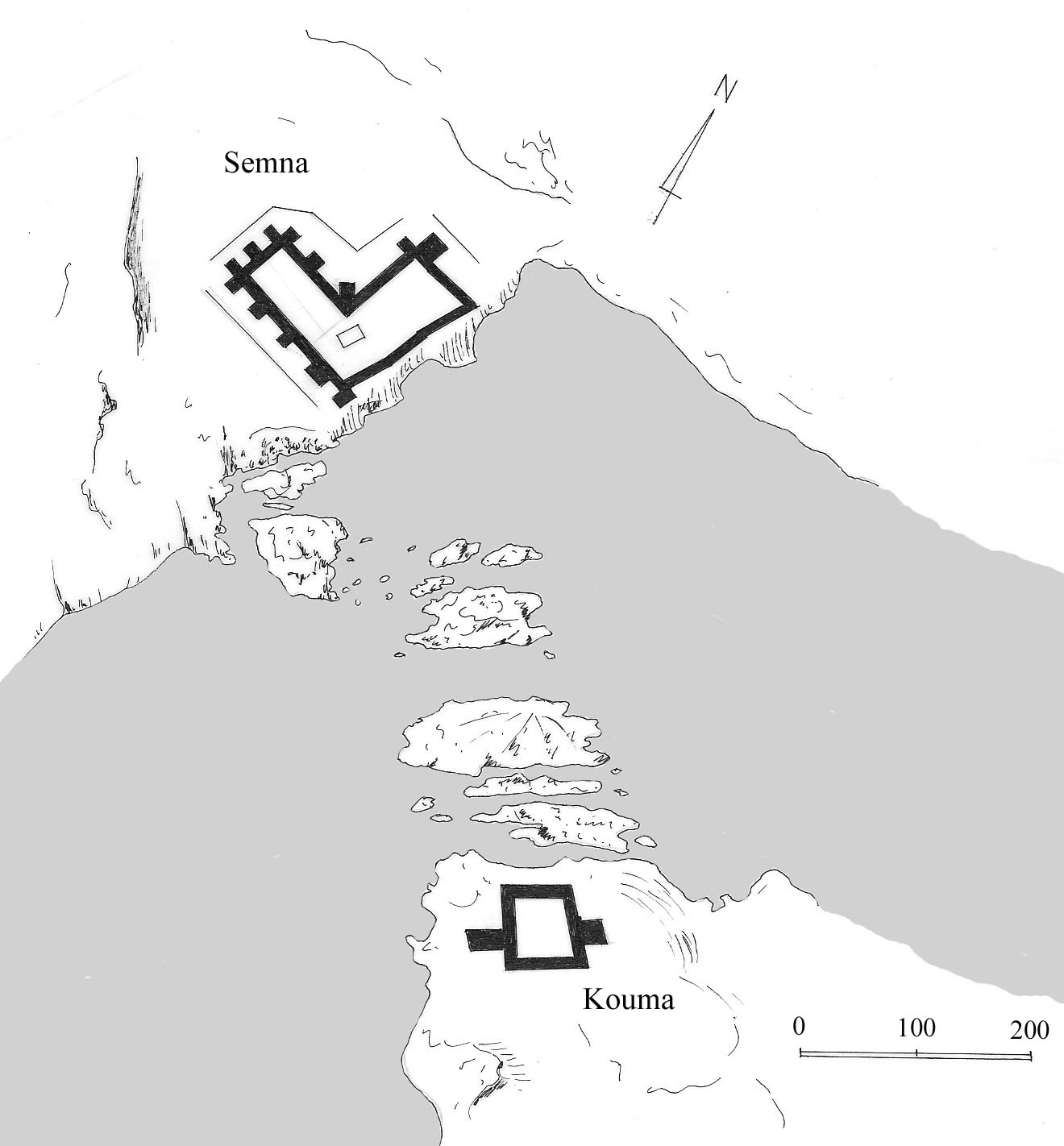
Barrière fortifiée de Semna et Kouma

Le premier fort fut construit par Amenemhat Ier puis considérablement agrandi par Sésostris III devenant l'un des plus imposants de Nubie.
Son plan en L était composé de larges murs de sept mètres d'épaisseur précédés de glacis. La ville, située à l'intérieur du fort, était divisée en deux par une longue avenue. Elle comportait son temple qui fut érigé en briques par Thoutmôsis Ier puis modifié et agrandi par Thoutmôsis III puis Taharqa.

## Les deux stèles frontières deSésostrisIII
Les textes figurant sur ces stèles furent considérés au début du XXe siècle comme la première forme de racisme exprimée par une culture. Or il n'en est rien, l'accent est mis sur la frontière imposée à une civilisation en des temps troublés et n'exprime en rien une différence raciale.

### La stèle frontière datée de l'an 8 du règne deSésostrisIII
Traduction intégrale de la stèle :
«  Frontière sud faite en l'an 8 sous la Majesté du Roi de Haute et de Basse-Égypte Khâkaourê, doué de vie (soit-il) éternellement et à jamais,

pour empêcher que ne la franchissent en allant vers le Nord –par la terre ou en barque–

tout Nubien et tout troupeau appartenant à des Nubiens,

à l'exception du Nubien qui viendra pour faire du commerce à Iken ou en mission officielle,

et (à l'exception de) tout ce qu'on pourra faire avantageusement avec eux,

mais sans permettre qu'une barque appartenant à des Nubiens franchisse Heh en allant vers le Nord, à jamais ! »

### La stèle frontière datée de l'an 16 du règne deSésostrisIII
Cette stèle portait cette inscription : 
« Puisque se taire, après une attaque, c'est enhardir le cœur de l'ennemi, alors c'est du courage que d'être agressif, et de la lâcheté que de faire retraite. »
Traduction intégrale de la stèle :
« 

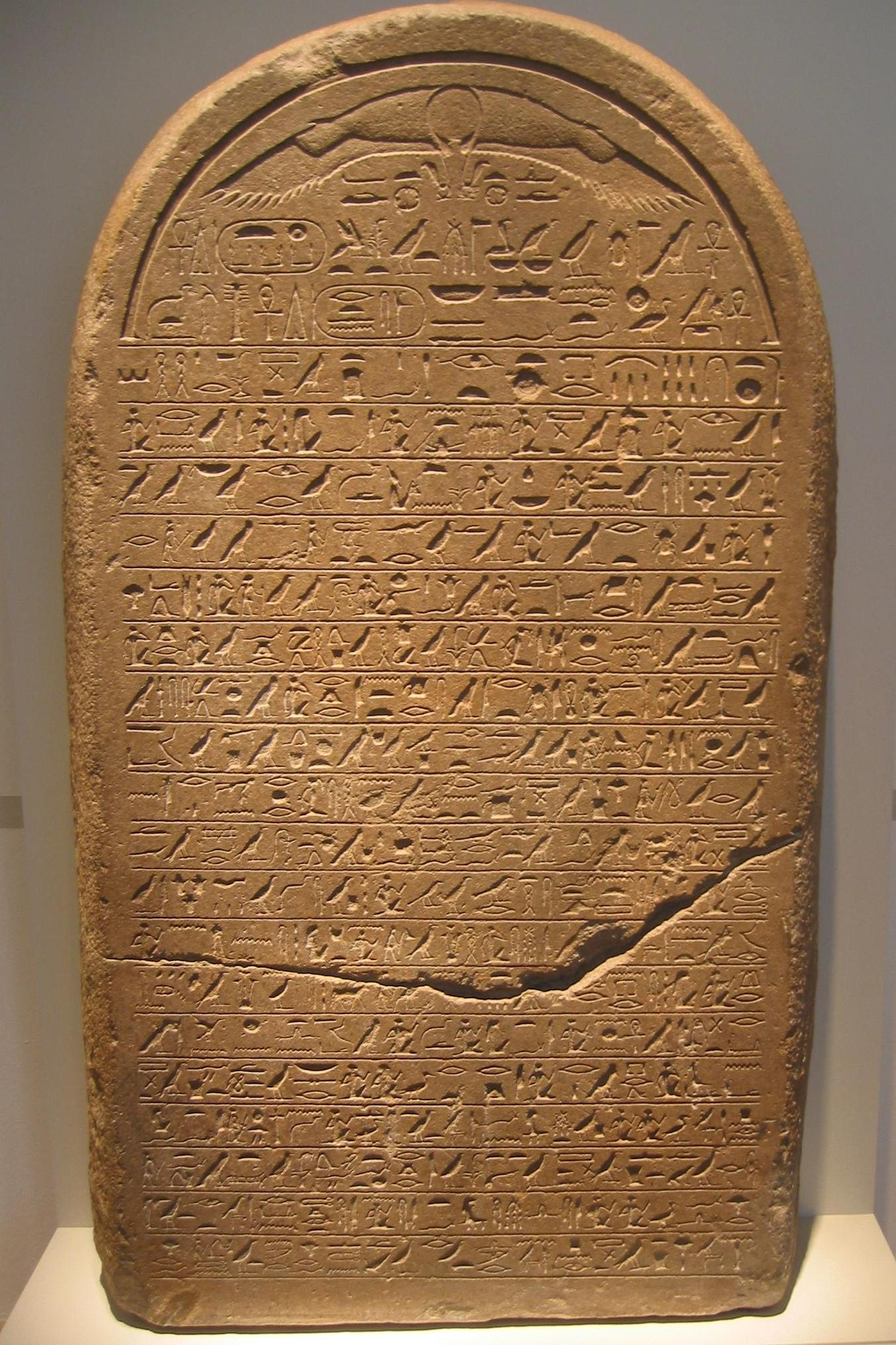
Stèle frontière érigée par Sésostris III en l'an 16 de son règne à Semna

Vive l'Horus « aux manifestations divines », Celui-des-Deux-Maîtresses « de naissance divine », le Roi de Haute et de Basse-Égypte Khâkaourê, vivant (soit-il) !

Vive l'Horus-d'or « qui vient à l'existence », le Fils de Ré appartenant à son corps, celui qu'il aime, le Maître des Deux Terres Sésostris, doué (soit-il) de vie, de stabilité et de pouvoir éternellement !

An 16, 3e mois de la saison-Péret. Action de sa Majesté d'établir la frontière méridionale à Heh.

J'ai établi ma frontière quand je me rendis au sud de (celle de) mes pères. J'ai accru ce qui me fut légué.

Je suis un roi qui parle et qui agit "ce qui arrive par mon bras, c'est ce que mon cœur conçoit" ;

avide de conquête et empressé vers le succès, (un roi) dans le cœur de qui une parole (affaire) ne dort pas ;

qui prend en considération ceux qui réclament, qui s'appuie sur la douceur, mais n'est pas clément envers l'ennemi qui l'attaque ;

qui attaque quand on l'attaque et reste silencieux quand on est silencieux, qui répond à une situation en fonction de ce qui peut en résulter.

Puisque se taire après une attaque, c'est enhardir le cœur de l'ennemi,

(alors) c'est du courage que d'être agressif, c'est de la lâcheté que de battre en retraite.

C'est un véritable couard, celui qui est repoussé de sa frontière.

Puisque le Nubien obéit au point de se soumettre au (premier) mot,

(alors) c'est lui répondre qui fait qu'il se retire.

Quand on est agressif envers lui, il montre son dos ; (mais) quand on a reculé, il en vient à être agressif.

Ce ne sont pas des gens que l'on respecte ; ce sont des misérables au cœur brisé.

Ma Majesté les a vus "ce n'est pas un mensonge", et j'ai capturé leurs femmes et emmené leurs sujets, sortant vers leurs puits, abattant leurs troupeaux, coupant leurs céréales et y mettant le feu.

Aussi vrai pour moi que mon père est vivant, je parle en vérité : il n'y a pas là d'exagération provenant de ma bouche.

Ainsi, tout fils à moi qui maintiendra cette frontière que ma Majesté a établie, c'est mon fils ; c'est pour ma Majesté qu'il a été enfanté.

Il est à l'image du "Fils-protecteur-de-son-père", celui qui maintient la frontière de celui qui l'engendra.

Ainsi, celui qui la perdra et ne luttera pas pour elle, ce n'est pas mon fils ; ce n'est pas pour moi qu'il a été enfanté.

Voici donc que ma Majesté a fait faire une représentation de ma Majesté sur cette frontière que ma Majesté a établie, afin que vous soyez fermes à cause d'elle et afin que vous luttiez pour elle. »